# Orthaea crinita
Orthaea crinita är en ljungväxtart som beskrevs av A. C. Smith. Orthaea crinita ingår i släktet Orthaea och familjen ljungväxter. Inga underarter finns listade i Catalogue of Life.